# Sabine Braun
Sabine Braun, nemška atletinja, * 19. junij 1965, Essen, Zahodna Nemčija.
Nastopila je na poletnih olimpijskih igrah v letih 1984, 1988, 1992, 1996 in 2000 v sedmeroboju, leta 1992 je osvojila bronasto medaljo, ob tem pa še peto, šesto in sedmo mesto. Na svetovnih prvenstvih je osvojila dve zlati in bronasto medaljo, na svetovnih dvoranskih prvenstvih naslov prvakinje v peteroboju, na evropskih prvenstvih pa dve zlati in srebrno medaljo v sedmeroboju.